# Svenska Rominstitutets vänner
Svenska Rominstitutets vänner är en svensk förening vars syfte är att stödja Svenska Institutet i Rom, att sprida kännedom om institutets verksamhet, att bidra till att öka förståelsen för den klassiska kulturen, och att främja intresset för humanistiska studier med anknytning till Rom och Italien.
Svenska Institutet i Rom grundades 1926. På initiativ av Institutets dåvarande föreståndare Einar Gjerstad instiftades 1937 Svenska Rominstitutets Vänner. Föreningen står under beskydd av H. M. Konungen. Den har, 2016, cirka 500 medlemmar i Sverige. Det finns två lokalavdelningar, Skåneavdelningen med säte i Lund, och Västsvenska avdelningen med säte i Göteborg.
Föreningen delar ut Föreningens Stora Stipendium (40 000 kr), två stycken Romvännernas Resestipendium för Ungdomar (10 000 kr) och, sedan 2003, Lagergrenska priset (30 000 kr).
Svenska Rominstitutets vänner ger ut tidskriften Romhorisont.